# 中国人民大学

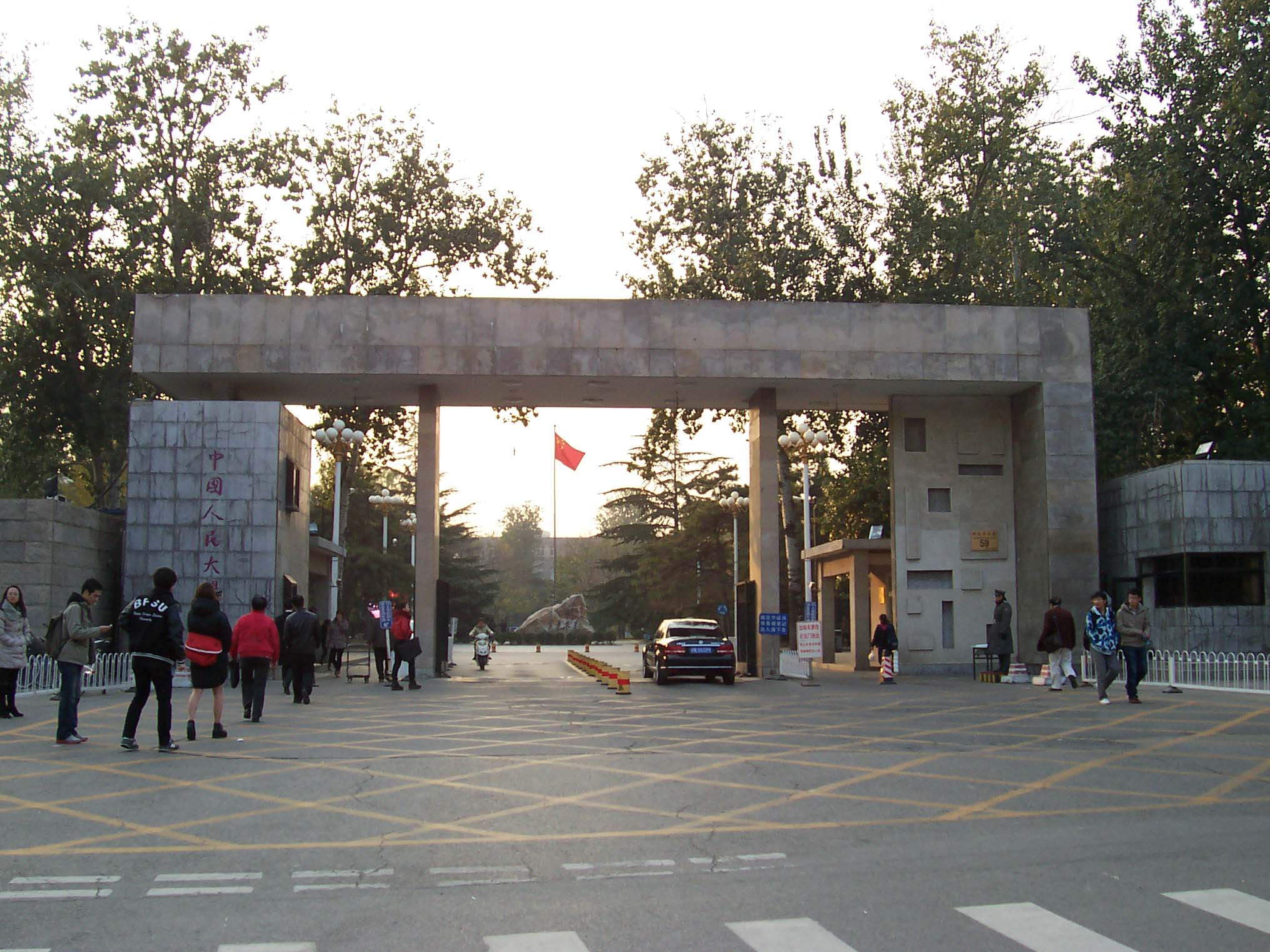
中国人民大学东门

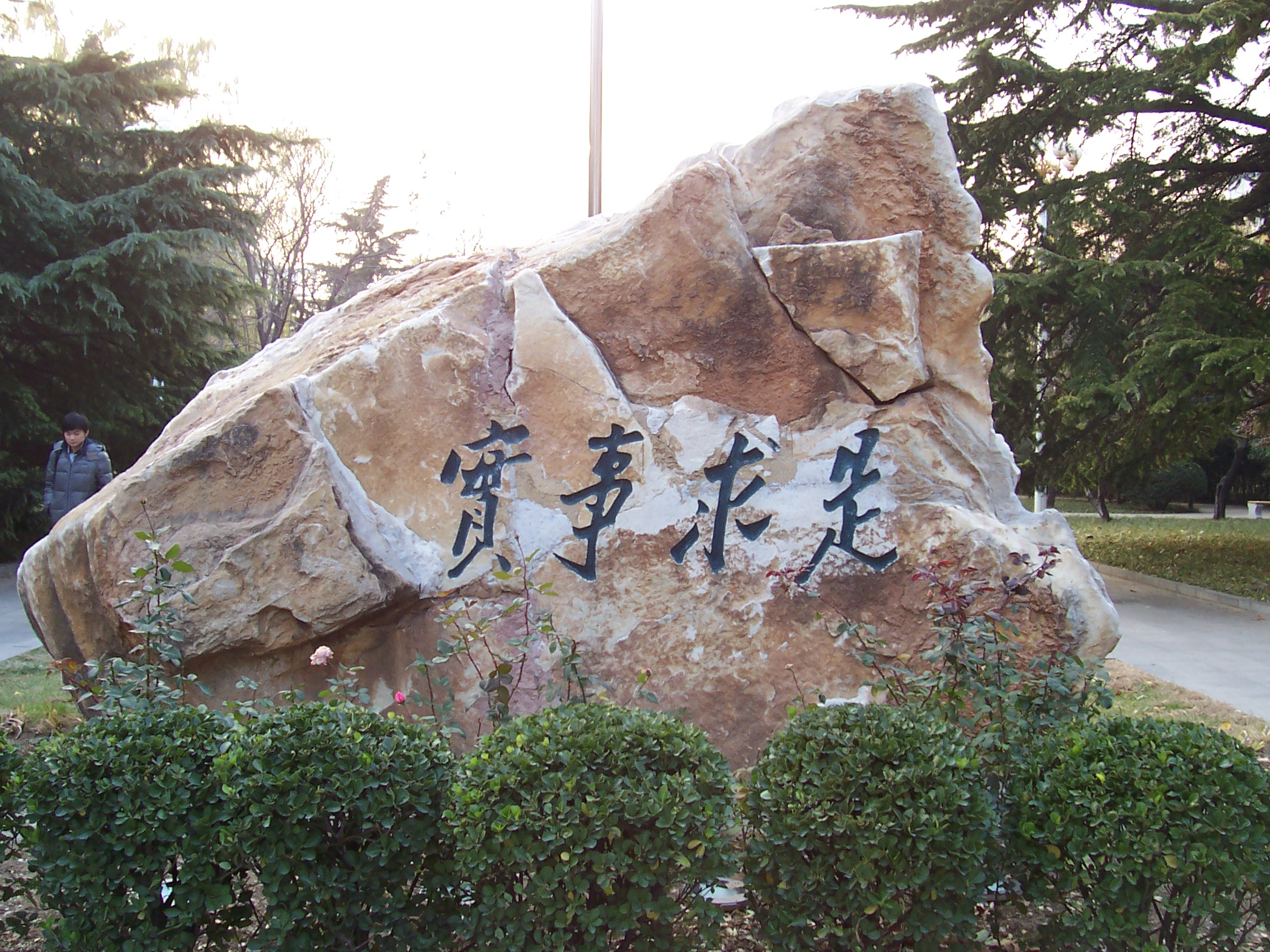
人大门前的“实事求是”

中国人民大学（英語：Renmin University of China），簡稱人民大学、人大。位于中华人民共和国北京市，是一所以人文社会科学为主的综合性研究型全国重点大学，直属于中華人民共和國教育部，由教育部与北京市人民政府共建，是“双一流A类”和原“985工程”、原“211工程”重点建设大学，共有14個學科入選雙一流重點建設學科。
2021年中国人民大学的QS世界大学排名为第581名。2022年起正式退出世界大学排名，将不会再对世界大学排名机构提供相关数据和经费。

## 历史沿革
中国人民大学正式成立于1950年，但学校官方一般将历史追溯至1937年，認定中国共产党在抗日战争时期创办于延安的陕北公学，后来华北联合大学和华北大学及成立於1912年的北平中国大学的文商学院于1949年并入华北大学，朝阳大学于1950年全部并入中国人民大学，燕京大学的部分社会科学于1952年并入，共同构成了中国人民大学的重要组成来源。
1950年10月3日，以华北大学为基础合并组建的中国人民大学正式开学。1954年，在教育部《关于重点高等学校和专家工作范围的决议》中，與北京大学、北京医科大學、清华大学、中国农业大学、哈尔滨工业大学等5所院校一同被指定為最早一批全国性重点大学。
2017年，中国人民大学通州東校區獲得批准，將成為人民大学的主校區，所有院系都将整建制搬入。

### 前期承传
北平中国大学于1912年由孙中山创立，于1949年由华北大学接管、学生及教授转入华北大学。中国大学一直是北京的学生运动中心，而共产党在1930年代即在该校建有支部，在斗争中培养了一大批先进和革命志士。1935年“一二·九”运动中，中国大学学生会主席董毓华率领队伍上街头游行，夺过军警的水龙头反射。在大陆标准中学课本上“一二·九”运动图片即是指此事。

### 陕北公学
1937年卢沟桥事变后，大批多青年知识分子从国统区来到延安。为了最快地把他们培养成抗战人才，1937年7月底，中共中央决定在积极扩大抗日军政大学的同时创办陕北公学（简称陕公），并委托林伯渠、吴玉章、董必武、徐特立、成仿吾、张云逸六人筹建陕北公学。
陕北公学是中国共产党直接领导创办的第一所具有社会教育性质的大学，第一任校长是成仿吾。陕北公学军事色彩和政治色彩浓厚，但并非一所军校。陕北公学和抗日军政大学是抗战初期延安最具知名度的大学，有一定分工。抗大主要负责训练军事干部，陕北公学主要训练根据地政权建设和党的建设干部，而且学员文化程度较高，多数是从中共控制区外来的知识分子和青年学生。
陕北公学以“实施国防教育，培养抗战人才”为办学宗旨和培养目标，以“理论联系实际，适应抗战需要”为教学原则，以“七分政治、三分军事”为教学内容，教学方法为重点讲授、自学为主、集体互助。学制较短，大部分学员三到四个月就可以从学校毕业。陕北公学前后办学两年，大约培养了6000多名学生，其中很大的一部分后来都加入了中共。毛泽东亲自为陕公制定了校训：“忠诚、团结、紧张、活泼。”他还审定了成仿吾作词、吕骥作曲的校歌。毛泽东在不到两年的时间内，先后十几次来校讲话、两次题词，进行指导。他说：“中国不会亡，因为有陕公。”

### 华北联合大学
1939年6月，陕北公学与延安鲁迅艺术学院、延安工人学校和安吴堡战时青年训练班四校联合成立了华北联合大学，学生有1500人，并于当年7月7日在延安正式宣告成立，校长兼党团书记成仿吾。中共中央政治局于1939年6月20日作出的《关于抗大陕公等学校迁移到晋东南的决定》，抗大、陕公等以八路军第五纵队名义，在罗瑞卿率领下到晋东南靠近八路军总部和北方局机关办学。中央决定：抗大总校落户晋东南，华北联大则落户晋察冀军区总部所在地河北阜平（后应付反扫荡迁到平山），抗战结束即迁到张家口。这次东迁的主要原因是延安面临国共政治军事摩擦，经济困难，难以养活大批非生产人员。
1940年，学校向正规化方向发展，各部改为学院，设有社会科学院，下设法政系、财经系；教育学院，下设教育系；文艺学院，下设戏剧系、音乐系、美术系、文学系；工学院，下设机械系、采矿系。除原有的专修科外，增设了本科和预科。后成立法政学院、群众工作部、中学部。这时全校共4000多人，其中学员3000多人，是华北联合大学鼎盛时期。中国共产党直到这时才创办了真正意义的高等学校，也是中国共产党在敌后办起的第一所高等学府。
1941年8月至1943年是晋察冀边区最困难的年代，由于日军的“扫荡”、封锁使根据地缩小，边区粮荒严重，生源减少。华北联合大学经过两次缩编，只保留了教育学院，改由边区行政委员会领导。在此期间，许多干部、学员在对敌斗争中牺牲。1944年，晋察冀边区行政委员会对华北联合大学教育学院的性质、任务、教育方针等问题做了具体规定，即以提高在职干部水平、文化为主，贯彻学以致用、理论和实际密切联系的原则，培养干部为抗战和新民主主义社会建设服务、为群众服务的技能。
1945年底，华北联合大学在张家口复校，成仿吾任校长，周扬任副校长，张如心任教务长。华北文工团、延安鲁艺工作团于12月合并到华北联大，简称华大文工团。联大设立了文艺、法政、教育、外语四个学院。
第二次国共内战时期，1946年10月，国军攻占张家口，华北联大等学校被迫提前于9月撤出，先后迁到山西广灵和河北束鹿，1948年5月又迁到河北正定，8月晋察冀边区的华北联大与晋冀鲁豫边区的北方大学合并，改称华北大学。
华北联合大学一共存在了9年，毕业生超过一万两千人，在敌后根据地最为艰难的1941年到1943年期间，它的办学规模曾一度有所减小，但抗日战争胜利后，它很快恢复活力，并向新型正规大学过渡。解放战争时期的联大学生大多参加了土改和大生产运动。

### 北方大学
北方大学于1945年11月在晋冀鲁豫边区成立。
1948年春，中共中央决定将华北联合大学和北方大学合并，成立华北大学。当时的北方大学是中共晋冀鲁豫中央局和边区人民政府创办的一所规模较大、学科专业比较齐全的高等学府，时由范文澜任校长，学校实行校长负责制，大学下设行政学院、财经学院、教育学院、工学院、医学院、农学院、艺术学院等学院。
北方大学建校两年多的时间，共培养了各种专业人才1000多人。

### 华北大学
1948年，华北联合大学和北方大学合并成立华北大学，并于1948年8月24日正式挂牌，下设四部两院。一部为政治训练班；二部为教育学院；三部为文艺学院；四部为研究部；两院分别是工学院和农学院。
华北大学成立时，由吴玉章任校长，在校学生15000余人。1949年4月，华北大学迁入北平。遵照中共中央关于放宽招生条件、大量吸收知识分子、为解放全中国迅速培养大批干部的指示精神，华北大学重放在办学方面，大量吸收原北平之其他大学师生（例如北平中国大学），并在河北正定和天津各办一所分校。
1950年10月，华北大学改名为中国人民大学。从1948年8月到1949年年底，华北大学共为中共培养干部19194名。
1948到1949年期间，下属单位陆续脱离华北大学独立办学：
工学院独立出来发展为北京工业学院（现更名为北京理工大学）；
农学院与北京大学农学院、清华大学农学院合并成立北京农业大学（现更名为中国农业大学）；
二部外语系同北平外事学校合并为北平外国语学校，后逐步发展成为今天的北京外国语大学。
三部文艺学院离开后分别筹建：中央戏剧学院——华北大学文艺学院，中央美术学院——华北大学文艺学院美术系，中央美术学院华东分院（后更名为浙江美术学院），中央音乐学院——华北大学文艺学院音乐系。以及北京人民艺术剧院、青年艺术剧院、中央歌剧院、中国京剧研究院等。
此外，华北大学还抽调部分干部、教师分赴中原和广东，筹建中原大学和南方大学。至此，原华北大学成立时之主体除了行政管理部门外，教育部门只余下一部政治训练班及二部教育研究室外，其余全部被剥离。

### 中国人民大学（文革前时期）

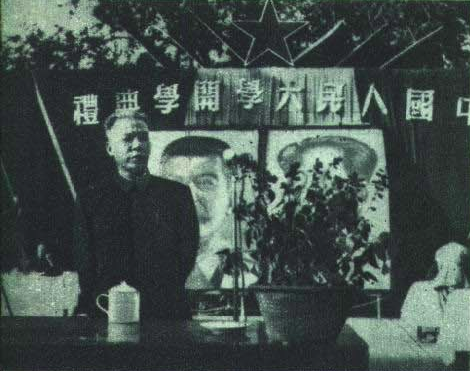
1950年10月3日，刘少奇出席中国人民大学开学典礼

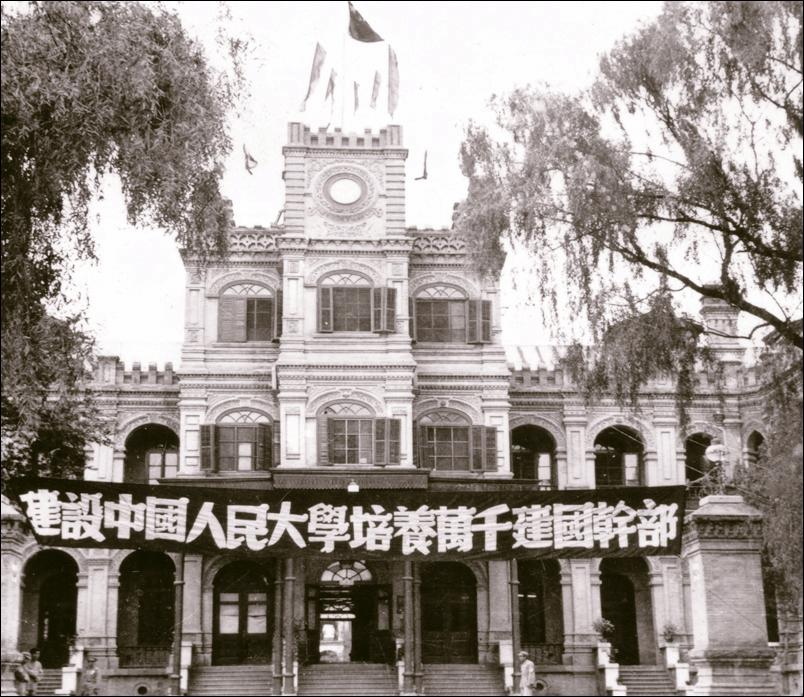
1950年至1952年的铁狮子胡同校址

1949年6月至8月，中共中央书记处书记刘少奇率代表团赴苏联秘密访问，请苏联帮助建立一所大学。经多次协商后，苏联共产党总书记斯大林决定由苏联帮助中国建立一所新型大学，并决定该大学不设在哈萨克斯坦的阿拉木图而设在北京，由苏联派教授按苏联模式办学。8月7日，毛泽东表示同意。1949年12月16日，中央人民政府政务院第十一次政务会议通过了《关于成立中国人民大学的决定》，文件指出“该校教育方针，应是教学与实际联系、苏联经验与中国情况相结合”。该文件中并具体决定：“大学本科暂设：（一）经济系，（二）经济计划系，（三）财政信用借贷系，（四）贸易系，（五）合作社系，（六）工厂管理系，（七）法律系，（八）外交系，学习期限为二年至四年”。这就是人民大学最早成立的八个本科系，习称“八大系”。。“八大系”的系主任分别为：经济系宋涛，经济计划系马纪孔，财政信用借贷系崔希默，贸易系马乃庶，合作社系张崇山，工厂管理系张琳，法律系朱世英，外交系何戊双。
1950年2月19日，中央人民政府委员会第六次会议任命吴玉章为中国人民大学第一任校长。国家领导人对于人民大学的建设极为关注；1950年人民大学的经费就占了高等教育部全部概算的五分之一。刘少奇在1950年的开学典礼上这样说过：“这个大学是我们新中国办的第一所新式大学，是中国历史上前所未有的大学，中国将来的许多大学都要学习我们中国人民大学的经验，按照中国人民大学的样子来办。”
1954年，中华人民共和国教育部首次确立以中国人民大学为首的六所高等学校（中国人民大学、北京大学、清华大学、北京农业大学、北京医学院、哈尔滨工业大学）为全国重点大学。
人大最初的校址定於北京铁狮子胡同段祺瑞执政府所在地，也就是清代的和亲王府旧址上，后迁往中关村。铁狮子胡同1号（现张自忠路1号）现在为中国人民大学清史所所在地。开办初期，人大以苏式大学为模式办学。
1954年，贸易系对外贸易专业并入北京对外贸易专科学校，成立北京对外贸易学院，后发展为对外经济贸易大学；
1955年外交系独立，单独组成外交学院；俄文系独立，成立北京俄语学院，后合并于北京外国语学院（今北京外国语大学），另教育研究室并入北京师范大学。
1966年的文化大革命使中国人民大学大批干部和教师遭到批斗，全部教学、科研工作瘫痪。
1970年10月北京市革命委员会通知中国人民大学停办。
1973年10月10日，中共北京市委、市革命委员会通知，撤销大学领导小组和革命委员会，军宣队全部撤离。中国人民大学被彻底解散。

### 中国人民大学（文革后时期）

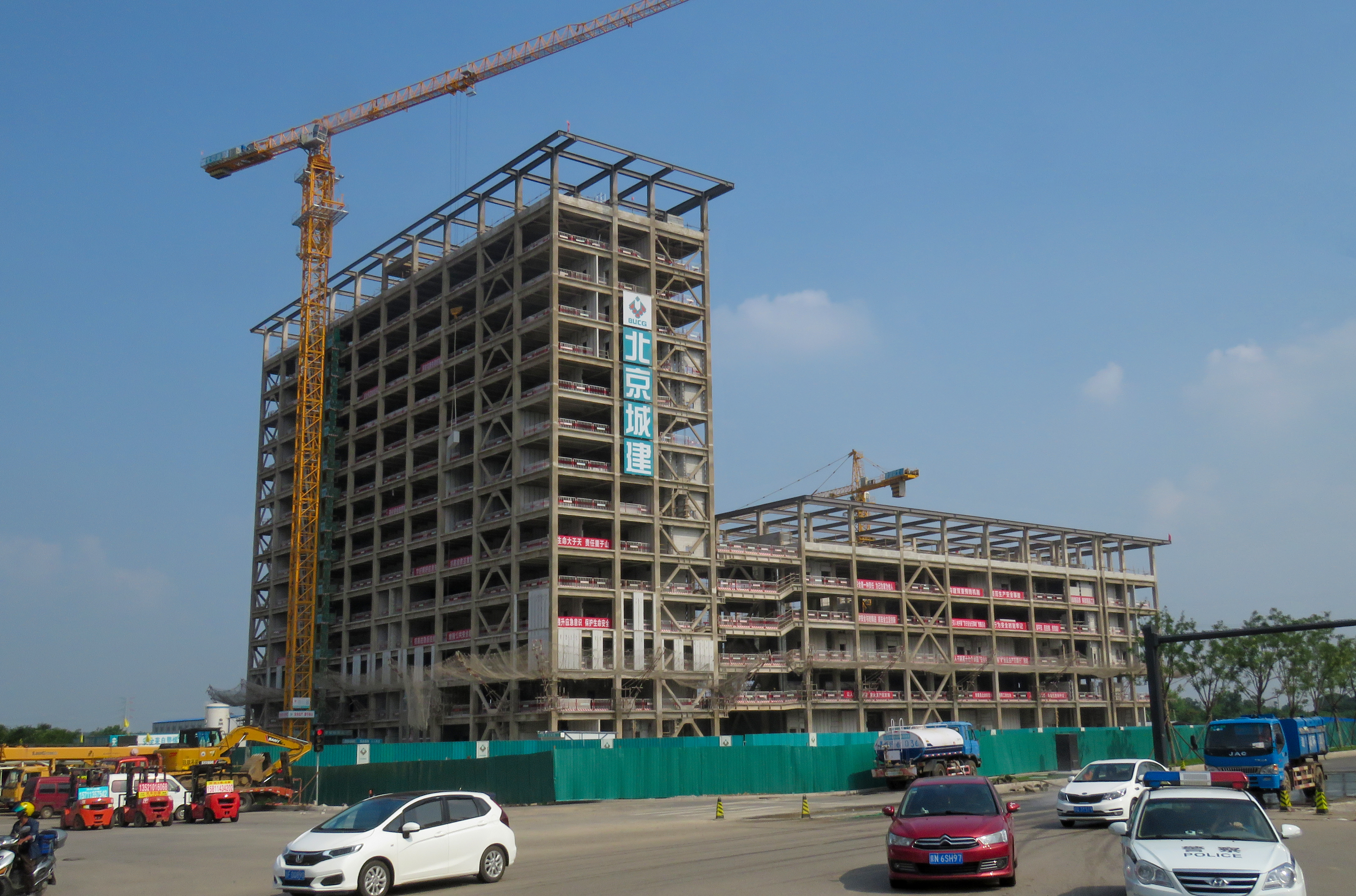
建设中的人大东校区（2018年7月）

在郭影秋及其他师生奔走下，人大得到邓小平支持后在77年复校招生，并提出人大主要培养财贸、经济管理干部和马列主义理论工作者。复校初期在北京师范大学上课，于1978年正式复校后迁回原址。但由于二炮部队只交回校园之一小部份，因此引起一连串之争取活动。
2012年3月，人大与北京通州区签署协议，计划在通州潞城镇建设通州校区（东校区），与海淀校区（西校区）一起构成人大双主校区，以期解决人大校园面积较小的问题。根据媒体报道，通州校区面积达2000亩，为海淀校区近两倍，但学校正式新闻报道则未提及具体面积。通州校区将成為人民大学的主校區，所有院系都将整建制搬入。
另外，人大在苏州亦建有校区，在深圳于2002年设立了深圳研究院，而与香港城市大学合作项目開辦包括一个比较法学硕士及中国法学硕士的课程，及與香港理工大學開辦工商管理學博士課程。此外，也與法國里昂商學院合辦歐洲式的MBA課程。
2017年，中國人民大學迎來建校80周年校慶，中共中央政治局委員、國務院副總理刘延东出席典禮，並宣讀了中國共產黨中央委員會總書記習近平的賀信。人大校慶並獲得各界校友捐贈逾10億人民幣。
2022年，中國人民大學宣佈退出西方主導的世界大學排名，消息人士透露指中國人民大學等大學退出的原因為「創新性發展中華文化傳統，創建中國自主的知識體系，維護中國教育主權和文化主權......反映了中國大學、中國教育、中國文化的自主性和勇氣」，維護中國「教育主權」和「文化主權」。
2023年，中国人民大学在深圳研究院基础上成立社会科学高等研究院，主要开展智库建设、人才培养、学科建设、国际交流等工作。。2024年，5月，成立了深圳金融高等研究院，7月与深圳大学合作成立了深圳发展与战略研究院。

### 院校关系
由于院系调整因素，人民大学的院系有出有进，合并入的院系中也有自己的渊源。
商学院：第一套班底来自由孙中山、宋教仁及黄兴以兴中会名义在1912年成立之北平中国大学，该校号称「北中大，南黃埔，一文一武」；与廣州中山大学及南京大学同為民国時代由孫中山所創立之学校齊名，中大自创校以来一直都是北京的学生运动中心，而李大钊及李达、吴承仕、杨秀峰等多位红色教授亦曾在该校任教，中国大学于1949年3月停办，文、商学院师生们并入华北大学或北京师范大学，并入华北大学的部份最后成为人民大学的一部份。
信息学院：是中国数据库领域的一面旗帜。前身为经济信息管理系，成立于1994年，由信息学院组建了数学学院和高瓴人工智能学院。
社会科学学科：第一套班底来自起源于1870年的燕京大学，自北方大学被分解后，人大成立时已基本上没有任何教育资源，燕京大学的社会学系的加入，正好是人大成为中国大学中社会学科领先的原因之一。
法学院：1950年中国政法大学并入，前身是成立于1912年的朝阳大学，其法律系科曾经是民国时期最著名的两所法律院系之一，校址位于北京市东城区海运仓（今北京中医药大学东直门医院和北新仓中医研究院等机构所在地）。创办人是汪有龄，董事长为居正（觉生）。朝阳大学的法科当时非常出名，有“南东吴、北朝阳”，“无朝（阳）不成院（法院）”的说法。抗日战争其间，朝阳大学先后迁往湖北省沙市、四川省成都和重庆。1945年后，返迁北平。1949年，华北人民政府接管朝阳大学，在原址上成立了中国政法大学（与现在的中国政法大学没有传承关系），校长谢觉哉。1950年2月，中国政法大学与华北大学、华北人民革命大学合并成立了中国人民大学。朝阳大学的校址校舍、教师、学生、图书等都归入中国人民大学法律系。
另山西大学于1953年撤销建制，法学院改为财经学院，后并入人大。另外，1952年辅仁大学的哲學、經濟等4系部分師生分併北京大學、中國人民大學等4校。
新闻学院：成立于1955年，1958年又将以燕京大学新闻系为基础组建的北京大学新闻专业并入人大。自此，汇聚人大、燕大、北大三校力量的中国人民大学新闻系正式开始其辉煌历程。燕京大学是20世纪初由四所美英基督教在华分会于北京开办的著名教会大学，燕京大学新闻系成立于1928年。1952年，中国大陆实行院系调整，燕京大学被拆分，文科、理科等并入北京大学，工科并入清华大学，新闻系及一些社会学科最终并入中国人民大学。
人大第一分校人大第二分校：按北京市政府要求成立于1978年，于85年代被并入北京联合大学。
国学院：成立于2005年，主要教授汉学，并以考究中国古文化及练习书法等形式开展教学。院长为杨慧林，学制为六年，本硕连读，毕业授予硕士学位。

## 学校管理层

### 前身时期[15]

#### 陕北公学时期（1937-1939）
| 职务     | 姓名           | 在任时间                                            | 备注 |
| -------- | -------------- | --------------------------------------------------- | ---- |
| 党委书记 | 成仿吾         | 1937.08-1938.03 1939.01-1939.07                     |      |
| 党委书记 | 罗迈（李维汉） | 1938.03-1938.05 1938.07-1939.01（中共陕北公学分校） |      |

| 职务   | 姓名           | 在任时间                                              | 备注 |
| ------ | -------------- | ----------------------------------------------------- | ---- |
| 校长   | 成仿吾         | 1937.08-1939.07                                       |      |
| 副校长 | 罗迈（李维汉） | 1938.03-1939.01 1938.06-1939.01（兼陕北公学分校校长） |      |

另有宋琏、季凯、申力生、李君樵、宋侃夫等人曾先后担任中共陕北公学总支部委员会（中共陕北公学委员会）书记。

#### 华北联合大学（1939-1948）
| 职务     | 姓名   | 在任时间        | 备注 |
| -------- | ------ | --------------- | ---- |
| 党委书记 | 成仿吾 | 1939.07-1942.11 |      |

| 职务     | 姓名   | 在任时间        | 备注 |
| -------- | ------ | --------------- | ---- |
| 党委书记 | 狄子才 | 1945.09-1945.12 |      |

张云莹曾担任中共华北联合大学总支部委员会副书记。
| 职务         | 姓名   | 在任时间        | 备注 |
| ------------ | ------ | --------------- | ---- |
| 党委书记     | 申力生 | 1939.10-1940.05 |      |
| 代理党委书记 | 成仿吾 | 1940.05-1941.06 |      |
| 党委书记     | 成仿吾 | 1941.07-1942.07 |      |
| 党委书记     | 吕文芳 | 1942.07-1942.11 |      |
| 党委书记     | 成仿吾 | 1945.12-1948.08 |      |

刘程云曾担任中共华北联合大学委员会副书记。
| 职务     | 姓名   | 在任时间        | 备注 |
| -------- | ------ | --------------- | ---- |
| 校长     | 成仿吾 | 1939.10-1942.11 |      |
| 校务主任 | 狄子才 | 1945.09-1945.12 |      |
| 校长     | 成仿吾 | 1945.11-1948.08 |      |

周扬曾担任华北联合大学副校长。

#### 北方大学（1947-1948）
| 职务       | 姓名   | 在任时间                         | 备注 |
| ---------- | ------ | -------------------------------- | ---- |
| 分党委书记 | 范文澜 | 1947.05-1948.08                  |      |
| 校长       | 范文澜 | 1946.01-1948.08（1946年4月到职） |      |

曾毅曾担任北方大学分党委副书记。

#### 华北大学（1948-1949）
| 职务         | 姓名   | 在任时间        | 备注 |
| ------------ | ------ | --------------- | ---- |
| 党委书记     | 钱俊瑞 | 1948.07-1948.12 |      |
| 代理党委书记 | 成仿吾 | 1948.12-1949.12 |      |

马诚斋曾担任中共华北大学委员会副书记。
| 职务 | 姓名   | 在任时间        | 备注 |
| ---- | ------ | --------------- | ---- |
| 校长 | 吴玉章 | 1948.08-1949.12 |      |

范文澜、成仿吾担任华北大学副校长。

### 中国人民大学时期[16]
1949年12月16日，中央人民政府政务院第十一次政务会议根据中共中央政治局的建议，通过《关于成立中国人民大学的决定》。
1950年2月19日，中央人民政府委员会第六次会议通过，任命吴玉章为中国人民大学校长，胡锡奎、成仿吾为副校长。
1950年11月12日，中共中央批准成立中共中国人民大学党组，胡锡奎任党组书记。

#### 历任党委（组）书记
| 职务                                                    | 姓名   | 在任时间        | 备注                             |
| ------------------------------------------------------- | ------ | --------------- | -------------------------------- |
| 党组书记                                                | 胡锡奎 | 1950.11—1956.10 | 同时存在党组和党委               |
| 党委书记                                                | 阎子元 | 1950.02—1951.12 | 同时存在党组和党委               |
| 党委书记                                                | 胡锡奎 | 1951.12—1952.11 | 同时存在党组和党委               |
| 党委书记                                                | 崔耀先 | 1952.11—1956.10 | 同时存在党组和党委               |
| 党委书记                                                | 胡锡奎 | 1956.10—1963.04 | 1956年整合为中共中国人民大学党委 |
| 党委书记                                                | 郭影秋 | 1963.04—1969.09 |                                  |
| 1966年末学校瘫痪；1970年10月解散停办；1978年7月恢复办学 |        |                 |                                  |
| 党委书记                                                | 成仿吾 | 1978.07—1983.06 | 当时设党委第二书记               |
| 党委第二书记                                            | 郭影秋 | 1978.07—1983.06 | 当时设党委第二书记               |
| 党委书记                                                | 张腾霄 | 1983.06—1985.09 |                                  |
| 党组书记                                                | 袁宝华 | 1985.09—1988.05 | 因学校建设需要再次设党组         |
| 党委代理书记                                            | 李焕昌 | 1985.09—1987.10 | 因学校建设需要再次设党组         |
| 党委书记                                                | 李文海 | 1987.10—1994.06 |                                  |
| 党委书记                                                | 马绍孟 | 1994.06—2001.02 |                                  |
| 党委书记                                                | 程天权 | 2001.02—2013.04 |                                  |
| 党委书记                                                | 靳诺   | 2013.04—2021.11 |                                  |
| 党委书记                                                | 张东刚 | 2021.11—        |                                  |

#### 历任校长
| 任别                                                    | 姓名   | 在任时间        | 备注                            |
| ------------------------------------------------------- | ------ | --------------- | ------------------------------- |
| 1                                                       | 吴玉章 | 1950.02-1966.12 |                                 |
| 1966年末学校瘫痪；1970年10月解散停办；1978年7月恢复办学 |        |                 |                                 |
| 2                                                       | 成仿吾 | 1978.07-1983.06 |                                 |
|                                                         | 成仿吾 | 1983.06-1984.05 | 名誉校长                        |
|                                                         | 郭影秋 | 1983.06-1985.10 | 名誉校长                        |
| 3                                                       | 袁宝华 | 1983.06-1991.11 |                                 |
| 4                                                       | 黄达   | 1991.11-1994.06 |                                 |
| 5                                                       | 李文海 | 1994.06-2000.09 |                                 |
| 6                                                       | 纪宝成 | 2000.09-2011.11 |                                 |
| 7                                                       | 陈雨露 | 2011.11-2015.10 | 至2012.08兼任北京外国语大学校长 |
| 8                                                       | 刘伟   | 2015.11-2022.08 |                                 |
| 9                                                       | 林尚立 | 2022.08-        |                                 |

## 组织机构

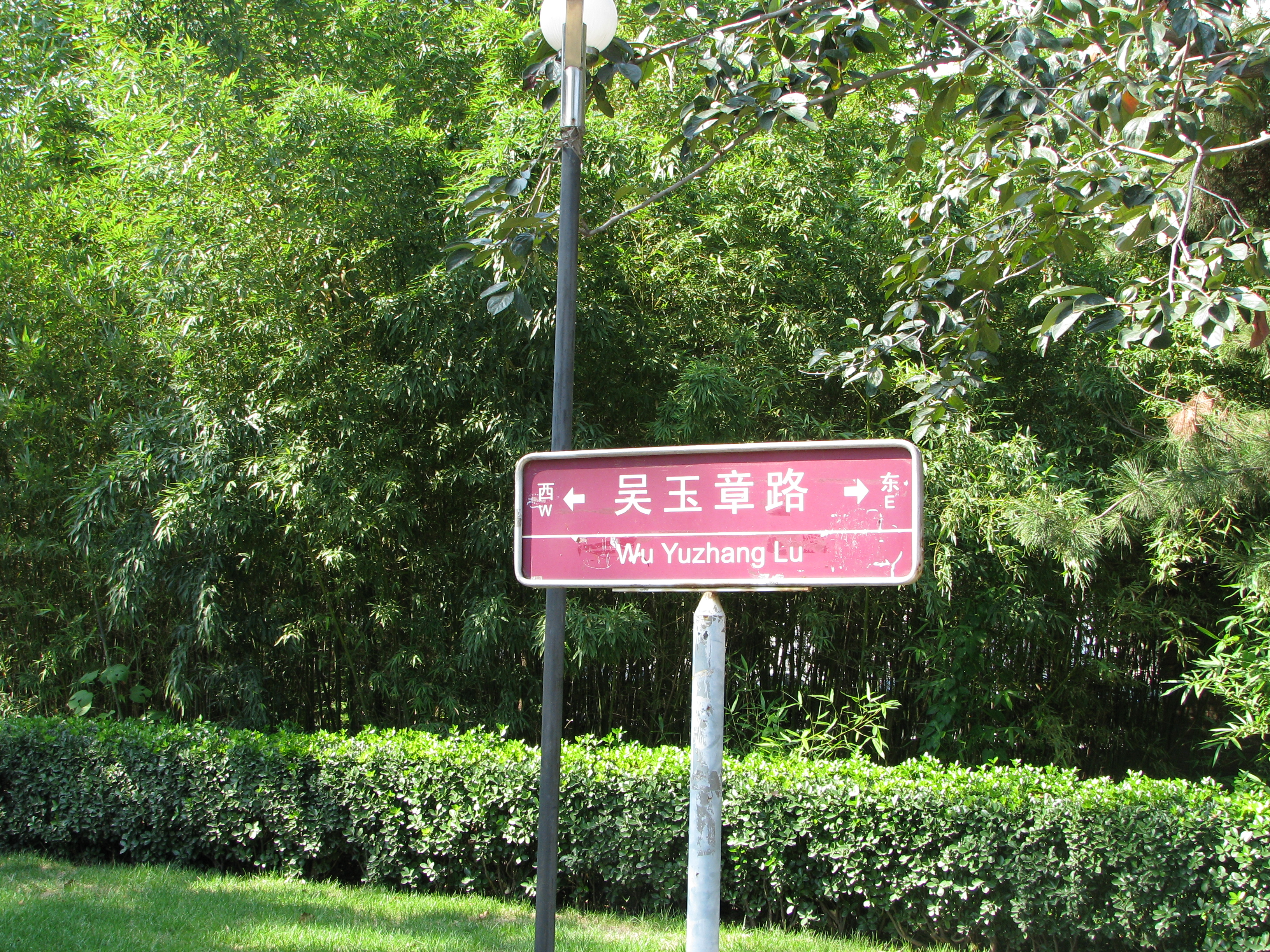
校内的吴玉章路

#### 校部机关、群团组织、校区管委会
| 党政办公室、机关党委、政策研究室           | 教务处（教师教学发展中心）、书院建设与管理中心 | 实验室管理与教学条件保障处         |
| 党委组织部、党校、党委机构编制委员会办公室 | 科学研究处                                     | 继续教育处                         |
| 党委宣传部（新闻中心）                     | 理工学科建设处                                 | 离退休工作处、离退休党委           |
| 党委统战部                                 | 人才工作领导小组办公室                         | 校友工作办公室                     |
| 学校纪检监察机构工作部门                   | 人事处（学术委员会秘书处办公室）               | 国内合作办公室                     |
| 党委巡视工作领导小组办公室                 | 招生就业处（创业学院）                         | 国医学院筹建工作领导小组办公室     |
| 党委教师工作部                             | 国际合作与交流处、港澳台办公室（国际组织学院） | 宁夏国际学院筹建工作领导小组办公室 |
| 党委学生工作部（处）、党委人民武装部       | 财务处                                         | 校工会                             |
| 党委研究生工作部                           | 审计处                                         | 校团委                             |
| 党委保卫部（处）                           | 资产管理部（国有资产管理办公室）               | 北京市中国人民大学教育基金会       |
| 研究生院                                   | 综合保障部                                     | 苏州校区管理委员会                 |
| 发展规划处、学科规划与建设办公室           | 新校区建设办公室                               | 新校区建设办公室                   |

## 学院系所

#### 学部设置
| 马克思主义学部                          | 马克思主义学部                        | 马克思主义学部     |
| --------------------------------------- | ------------------------------------- | ------------------ |
| 马克思主义学院                          | 中共党史党建学院                      | 纪检监察学院       |
| 习近平新时代中国特色 社会主义思想研究院 | 北京高校思想政治理论课 高精尖创新中心 |                    |
| 人文学部                                |                                       |                    |
| 外国语学院                              | 哲学院                                | 国学院             |
| 历史学院                                | 文学院                                | 艺术学院           |
| 国际文化交流学院                        |                                       |                    |
| 经济学部                                |                                       |                    |
| 劳动人事学院                            | 财政金融学院                          | 经济学院           |
| 环境学院                                | 应用经济学院                          | 统计学院           |
| 国家发展与战略研究院                    |                                       |                    |
| 法政学部                                |                                       |                    |
| 法学院                                  | 新闻学院                              | 国际关系学院       |
| 社会与人口学院                          |                                       |                    |
| 管理学部                                |                                       |                    |
| 商学院                                  | 公共管理学院                          | 信息资源管理学院   |
| 农业与农村发展学院                      | 教育学院                              | 心理学系           |
| 理工学部                                |                                       |                    |
| 环境学院                                | 信息学院                              | 统计学院           |
| 化学系                                  | 物理学系                              | 统计与大数据研究院 |
| 数学学院                                | 高瓴人工智能学院                      |                    |
| 公共教学委员会                          |                                       |                    |
| 外国语学院                              | 国际文化交流学院                      | 艺术学院           |
| 信息学院                                | 数学学院                              | 体育部             |
| 继续教育学院                            | 苏州校区                              |                    |

#### 教学单位
| 马克思主义学院   | 法学院（知识产权学院、律师学院） | 数学学院                                                   |
| 纪检监察学院     | 新闻学院                         | 数学科学研究院                                             |
| 中共党史党建学院 | 国际关系学院                     | 体育部                                                     |
| 外国语学院       | 社会与人口学院                   | 深圳研究院、社会科学高等研究院（深圳）、深圳金融高等研究院 |
| 哲学院           | 商学院                           | 国际学院（苏州研究院）                                     |
| 国学院           | 公共管理学院                     | 中法学院（远见书院）                                       |
| 历史学院         | 信息资源管理学院                 | 丝路学院                                                   |
| 文学院           | 农业与农村发展学院               | 智慧治理学院                                               |
| 艺术学院         | 教育学院                         | 继续教育学院                                               |
| 国际文化交流学院 | 心理学系                         | 交叉科学研究院                                             |
| 劳动人事学院     | 信息学院                         | 明德书院                                                   |
| 财政金融学院     | 高瓴人工智能学院                 | 明理书院                                                   |
| 经济学院         | 统计学院                         | 崇实书院                                                   |
| 环境学院         | 统计与大数据研究院               | 求是书院                                                   |
| 应用经济学院     | 理学院（化学系、物理学系）       | 新民书院                                                   |

#### 智库、研究机构、实验室
| 习近平新时代中国特色社会主义思想研究院 | 习近平新时代中国特色社会主义思想研究院 | 铸牢中华民族共同体意识研究基地                                     | 铸牢中华民族共同体意识研究基地                                     | 国家金融研究院                                    | 国家金融研究院                                    |
| 国家高端智库国家发展与战略研究院       | 国家高端智库国家发展与战略研究院       |                                                                    | 中国人民大学铸牢中华民族共同体意识研究院                           | 和平与发展研究院                                  | 和平与发展研究院                                  |
| 全国中国特色社会主义政治经济学研究中心 | 全国中国特色社会主义政治经济学研究中心 | 文化和旅游部重点实验室                                             | 文化和旅游部重点实验室                                             | 中华法治文明高等研究院                            | 中华法治文明高等研究院                            |
| 教育部重点实验室                       | 教育部重点实验室                       |                                                                    | 文化品牌评测技术文化和旅游部重点实验室                             | 全球民意调查中心                                  | 全球民意调查中心                                  |
|                                        | 数据工程与知识工程教育部重点实验室     | 文化和旅游行业智库建设试点单位                                     | 文化和旅游行业智库建设试点单位                                     | 中国现代化社会研究院                              | 中国现代化社会研究院                              |
|                                        | 量子态构筑与测控教育部重点实验室       |                                                                    | 文化产业研究院                                                     | 区域国别研究院                                    | 区域国别研究院                                    |
| 教育部人文社会科学重点研究基地         | 教育部人文社会科学重点研究基地         | 北京高校思想政治理论课高精尖创新中心                               | 北京高校思想政治理论课高精尖创新中心                               | 世界一流企业研究院                                | 世界一流企业研究院                                |
|                                        | 中国经济改革与发展研究院               | 首都高端智库首都发展与战略研究院                                   | 首都高端智库首都发展与战略研究院                                   | 国土规划与国家治理研究院                          | 国土规划与国家治理研究院                          |
|                                        | 刑事法律科学研究中心                   | 北京市哲学社会科学研究基地                                         | 北京市哲学社会科学研究基地                                         | 健康大数据研究院                                  | 健康大数据研究院                                  |
|                                        | 伦理学与道德建设研究中心               |                                                                    | 人文北京研究基地                                                   | 国家治理大数据和人工智能创新平台                  | 国家治理大数据和人工智能创新平台                  |
|                                        | 佛教与宗教学理论研究所                 |                                                                    | 马克思主义研究基地                                                 | 国剧研究中心                                      | 国剧研究中心                                      |
|                                        | 清史研究所                             |                                                                    | 北京社会建设研究基地                                               | 中国调查与数据中心                                | 中国调查与数据中心                                |
|                                        | 中国财政金融政策研究中心               | 北京市高校中国特色社会主义理论研究协同创新中心                     | 北京市高校中国特色社会主义理论研究协同创新中心                     | 中国人民大学—俄罗斯圣彼得堡国立大学俄罗斯研究中心 | 中国人民大学—俄罗斯圣彼得堡国立大学俄罗斯研究中心 |
|                                        | 民商事法律科学研究中心                 |                                                                    | 中国人民大学21世纪中国马克思主义研究协同创新中心                   | 中共党史党建研究院                                | 中共党史党建研究院                                |
|                                        | 人口与发展研究中心                     | 北京市习近平新时代中国特色社会主义思想研究中心中国人民大学研究基地 | 北京市习近平新时代中国特色社会主义思想研究中心中国人民大学研究基地 | 国家统计局—中国人民大学数据开发中心               | 国家统计局—中国人民大学数据开发中心               |
|                                        | 新闻与社会发展研究中心                 | 北京市重点实验室                                                   | 北京市重点实验室                                                   | 国家治理与舆论生态研究院                          | 国家治理与舆论生态研究院                          |
|                                        | 应用统计科学研究中心                   |                                                                    | 光电功能材料与微纳器件北京市重点实验室                             | 中国经济史研究中心                                | 中国经济史研究中心                                |
|                                        | 欧洲问题研究中心                       |                                                                    | 大数据管理与分析方法研究北京市重点实验室                           | 中国人民大学协同创新中心                          | 中国人民大学协同创新中心                          |
|                                        | 社会学理论与方法研究中心               | 中国外文局—中国人民大学国际传播大数据智能实验室                    | 中国外文局—中国人民大学国际传播大数据智能实验室                    |                                                   | 马克思主义与中国道路协同创新中心                  |
|                                        | 中国特色社会主义理论体系研究中心       | 中国科协—中国人民大学智能社会治理研究中心                          | 中国科协—中国人民大学智能社会治理研究中心                          |                                                   | 社会转型与社会管理协同创新中心                    |
| 国家人权教育与培训基地                 | 国家人权教育与培训基地                 | 重阳金融研究院                                                     | 重阳金融研究院                                                     |                                                   | 新型城镇化协同创新中心                            |
|                                        | 中国人民大学人权研究中心               | 中国式现代化与文明新形态研究院                                     | 中国式现代化与文明新形态研究院                                     |                                                   | 食品安全治理协同创新中心                          |
| 教育部哲学社会科学实验室               | 教育部哲学社会科学实验室               | 全球治理与发展研究院                                               | 全球治理与发展研究院                                               | 中国人民大学重点实验室                            | 中国人民大学重点实验室                            |
|                                        | 数字政府与国家治理实验室               | 健康中国研究院                                                     | 健康中国研究院                                                     |                                                   | 数据科学方法与国家治理应用重点实验室              |
| 教育部工程研究中心                     | 教育部工程研究中心                     | 中国乡村振兴研究院                                                 | 中国乡村振兴研究院                                                 |                                                   | 中子散射重点实验室                                |
|                                        | 数据库与商务智能教育部工程研究中心     | 数字人文研究院                                                     | 数字人文研究院                                                     |                                                   | 先进光转换材料与生物光子学重点实验室              |
|                                        | 金融计算与数字工程教育部工程研究中心   | 世界马克思主义研究中心                                             | 世界马克思主义研究中心                                             |                                                   | 量子物态基础学科研究中心                          |
|                                        | 新一代智能搜索与推荐教育部工程研究中心 | 中华文明研究院                                                     | 中华文明研究院                                                     |                                                   |                                                   |
| 教育部区域和国别研究培育基地           | 教育部区域和国别研究培育基地           | 当代中国哲学发展研究中心                                           | 当代中国哲学发展研究中心                                           |                                                   |                                                   |
|                                        | 欧盟研究中心                           | 中国就业与民生研究院                                               | 中国就业与民生研究院                                               |                                                   |                                                   |

#### 教学科研支持单位
| 图书馆                         | 大型科学仪器共享平台 | 物业管理中心                                    | 物业管理中心                                    |
| 信息技术中心                   | 档案馆               | 学宿保障中心                                    | 学宿保障中心                                    |
| 综合服务中心                   | 校史馆               | 书报资料中心                                    | 书报资料中心                                    |
| 美育中心                       | 博物馆               | 人大资产经营管理公司 (人大世纪科技发展有限公司) | 人大资产经营管理公司 (人大世纪科技发展有限公司) |
| 评价研究中心                   | 校医院               |                                                 | 北京人大文化科技园建设发展有限公司              |
| 期刊管理中心                   | 餐饮服务中心         |                                                 | 人大数媒科技 (北京)有限公司                     |
| 国家经济学教材建设重点研究基地 | 校园建设中心         |                                                 | 东方兴业网络教育服务有限责任公司                |
| 采购与招标管理中心             | 服务保障中心         | 中国人民大学出版社有限公司                      | 中国人民大学出版社有限公司                      |

#### 附属单位
- 中国人民大学附属中学、中国人民大学附属中学联合学校总校
- 中国人民大学附属小学

## 教师及学生
目前学校有专任教师约2千人，其中教授约五百人，副教授约六百人。
人大引入校长推荐计划及照顾三代以内无大学生的优待工农子弟的政策，以使收生多元化。

## 文化传统
- 人大校训：“实事求是”
- 人大精神——“立学为民，治学报国”
- 人大人才培养目标：“国民表率、社会栋梁”

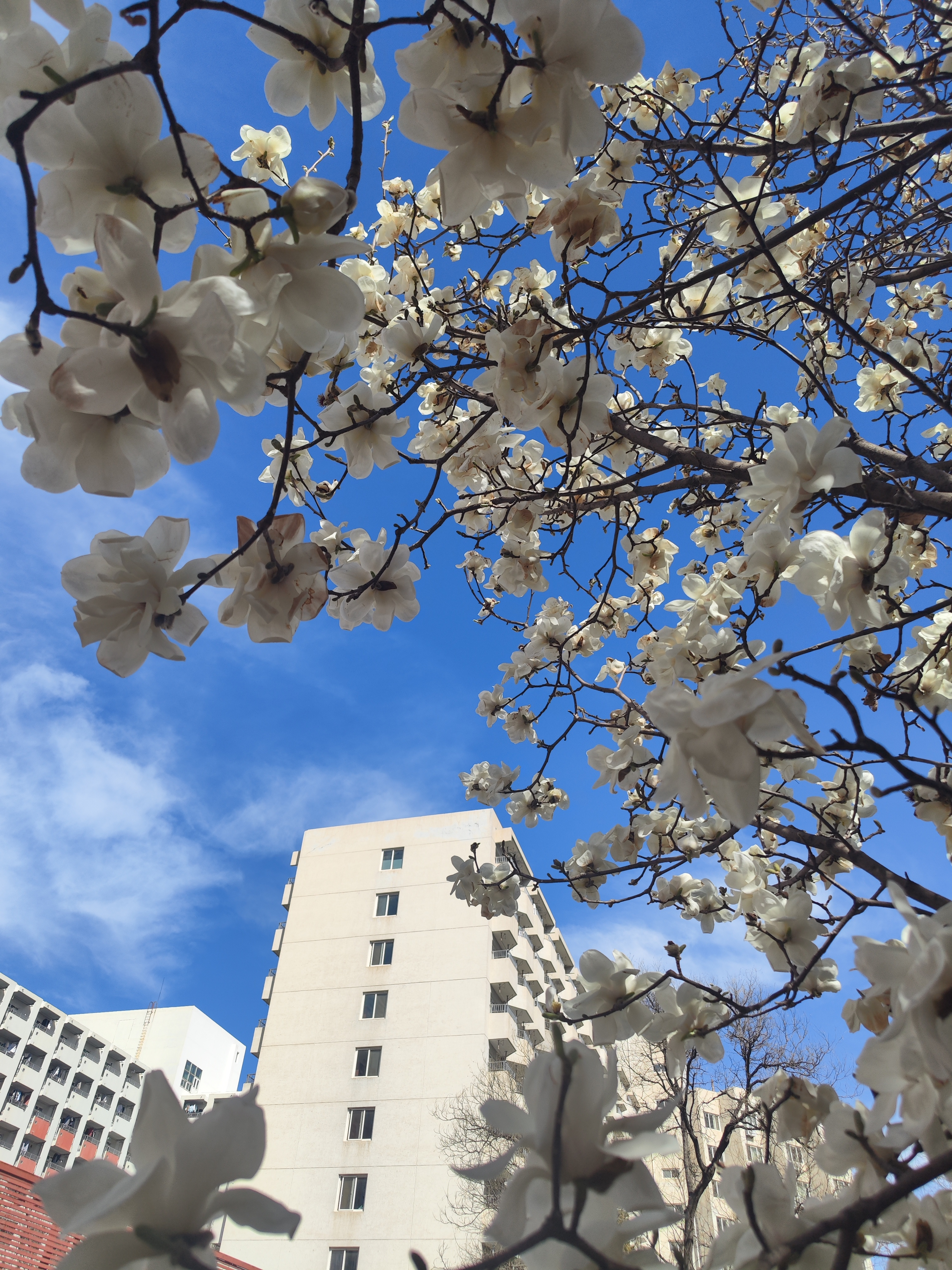
人大的玉兰花

- 人大办学理念：“人民、人本、人文”——这也是人大校徽上三个并列的篆书“人”字的含义

### 校歌
中国人民大学校歌历经多个版本，分别是1937年创作于延安的《陕北公学校歌》，1937年晋察冀边区《华北联大校歌》，1948年创作于河北正定的《华北大学校歌》，由吴玉章作词的《中国人民大学校歌》，成仿吾作词的《中国人民大学校歌》以及由纪宝成作词的《中国人民大学之歌》。
由纪宝成作词的《中国人民大学之歌》在2007年被确定为校歌，取代了自1980年已被采用的由成仿吾作词的《中国人民大学校歌》。词作者、时任中国人民大学校长纪宝成称校歌以鼓励学习及莫忘历史为主干，以取代老校歌那些“努力学习毛泽东思想、改正非无产阶级错误”的口号式校歌。
2017年中国人民大学80周年校庆前夕，《陕北公学校歌》（成仿吾作词，吕骥作曲）被确定为中国人民大学代校歌。2019年6月，教育部批复同意《中国人民大学章程》部分条款修改，正式确定《陕北公学校歌》为中国人民大学校歌。西北政法大学（前身为1939年冬在陕西延安复建的陕北公学，即“后期陕公”）亦在2015年9月以《陕北公学校歌》为基础创作了《西北政法大学校歌》并确定为校歌，该校校歌相较原版增加了反映该校办学风格的第二段歌词。

### 校徽
中国人民大学之校徽以三个人字为主题。以体现有关之人文精神，亦用以取代以前以延安之星为主体之充满政治色彩之校徽。人大校徽意义是：“人民的大学”、“以人为本的精神”、“以人文、社会科学为主的办学特色”，三个人字并列又隐含“三人行，必有我师焉”、“三人成众，其心并行”等寓意。该校徽于2003年正式使用，以取代旧的延安之星校徽。

### 校花、校树
2010年1月15日，经第7次校长办公会讨论通过，确定玉兰花为校花、银杏树为校树。

## 争议

### 資料洩露
2023年7月1日，中国人民大学被曝該校的一硕士毕业生在校期间盗取全校学生照片，而且將其制作成“颜值排行榜”。7月3日，該硕士毕业生被刑事拘留。

### 王貴元事件
2024年7月21日，中国人民大学文学院博士生王迪公開在新浪微博上實名舉報其导师王貴元之性騷擾及強制猥褻行為。
同月22日，中国人民大学確定王迪举报属实，決定开除王貴元党籍，撤销教授职称，取消研究生指导教师资格，撤销其中国人民大学教师岗位任职资格解除聘用关系，报请上级教育行政部门撤销其教师资格，并将问题线索依法反映给有关机关。22日晚10时许，北京市公安局海淀分局微博“平安北京海淀”通报，已就此事介入调查。

### 学院教授支持塔利班恐怖组织
在中国人民大学担任国际关系学院教授以及多项职责的王义桅，2021年在社交媒体上发文称: 塔利班是阿富汗的“解放军”，被美国妖魔化，却是中国的好哥们。 

## 社会关系
目前大学以本科教育为基础、研究生教育为重点、继续教育为辅助的全方位、多层次格局，主要以“主干的文科、精干的理工科”体系为纲。设有本科专业63个，第二学士学位专业8个，硕士学科148个及博士学位100个，包括博士一级学科授权点14个，博士后流动站15个。共拥有8个国家重点一级学科，33个国家重点二级学科，在人文社会科学领域均居全国第一；有2个北京市一级重点学科，1个交叉重点学科，4个二级重点学科。另拥有5个国家文科基础学科人才培养和科学研究基地和1个大学生文化素质教育基地，13个教育部人文社会科学重点研究基地，名列全国高校第一。在连续九届百篇优秀博士论文评选中，大学获选22篇，占全国的1/7而位居第一。
大学先后与香港城市大学、美国哈佛大学、耶鲁大学、哥伦比亚大学、密歇根大学、英国剑桥大学、牛津大学、日本早稻田大学、一桥大学、丹麦哥本哈根大学、瑞典斯德哥尔摩大学、奥地利维也纳大学、法国巴黎第一大学等54个国家和地区的211所大学建立了学术交流关系，引进、翻译、出版了大量教科书和学术著作，开展了一系列交流合作项目，主办或承办了一系列国际学术会议。

### 排名聲譽
中国人民大学自2022年起退出世界大学排名。
在人文社会科学领域，根据浙江工商大学学术评价与科技统计研究院研制的《中国高校人文社科发展报告2024》评价排名，中国人民大学位列全国第1名。

### 学科排名
教育部学位中心公布的最新一次（2012年）一级科目排名上，人大9个一级人文社会学科排名第一，僅次於北京大学與清華大学；计有“法学、政治学、新闻传播学、社会学、理论经济学、应用经济学、工商管理，公共管理，统计学”。商科排名亦名列前茅。人大並入選雙一流重點建設高校，同時有哲学、理论经济学、应用经济学、法学、政治学、社会学、马克思主义理论、新闻传播学、中国史、统计学、工商管理、农林经济管理、公共管理、图书情报与档案管理等十四個學科入選雙一流建設學科。
人大理工学科，包括信息学院，近年来发展迅速，在数据库，信息检索和人工智能领域影响力与日俱增。

### 合作院校

#### 国内外合作
中国人民大学与美国哈佛大学、美国耶鲁大学、美国賓州大学、美国西北大学、美国哥倫比亞大学、美国康乃爾大学、美国芝加哥大学、美国加州大学、美国紐約大学、美国明尼苏达大学、加拿大英属哥伦比亚大学、加拿大女王大学、香港大学、香港城市大学、英国劍橋大学、英国伦敦大学、英国牛津大学、英国爱丁堡大学、英国伦敦政經学院、挪威奥斯陆大学、德国慕尼黑大学、德国法兰克福大学、德国斯图加特大学、爱尔兰都柏林大学、沙特阿拉伯穆罕默德·本·法赫德亲王大学、澳大利亚雪梨大学、荷兰鹿特丹大学、瑞士苏黎世大学、西班牙巴塞罗那自治大学、比利时法语布鲁塞尔自由大学、卢森堡大学、荷兰阿姆斯特丹自由大学、芬兰赫尔辛基大学、芬兰拉普兰大学、芬兰坦佩雷大学、芬兰图尔库大学、纽西兰奥克兰大学、瑞士日内瓦大学、以色列耶路撒冷希伯来大学、以色列特拉维夫大学、哥斯达黎加大学、台湾大学、台湾政治大学、台湾彰化师范大学、台湾天主教輔仁大学、韩国首尔大学、韓國梨花女子大學、韩国江南大学、日本東京大学、日本京都大学、日本名古屋大学等世界顶尖大学有学术合作或交换学生的协定，外国留学生人數達1468人，在全国高校中位居前茅。
人大與現位於台北市的國立政治大學的性質及歷史背景相仿，而且皆是以發展人文學科及社會科學領域為主的大學，並各自曾為中國共產黨及中國國民黨黨校，兩校也培養出不少政治家及首席执行官，現兩校合作關係密切。

#### 延河高校人才培养联盟（延河联盟）
2019年3月16日，为传承红色基因，继承和发扬中国共产党在延安时期立德树人和创办新型高等教育的理念，共同全面提升人才培养的能力和水平，中国人民大学、北京理工大学、中国农业大学、北京外国语大学、中央音乐学院、中央美术学院、中央戏剧学院、中央民族大学、延安大学等9所诞生于延安的高校自愿组成联合组织，发起成立了延河高校人才培养联盟（延河联盟）。
2019年11月30日，延河联盟高校发表宣言，表示将牢记中国共产党的初心和使命，牢记党的教育方针，牢记人才培养第一要务，致力于面向时代、面向未来、面向世界，合作育人、合作创新、合作发展。联盟成立以来，秉持“延安根、延河魂”的共同精神原点，积极探索院校合作机制，积极推动校际资源共享、学分互认、教师互聘、学生互派、课程互选，建立科教融合、相互促进的协同创新机制，走出一条独具特色的育人之路。

## 校园环境

### 中關村校区
中關村校区（又稱為海淀校区、本部）：中国人民大学地处中国北京中关村大街59号，与北京理工大学为邻。校园面积不庞大，建筑密度大，并因历史问题，原南部校址一部分成为中国人民解放军火箭军机关家属区。
現在校园从东至西呈长方形，东区和西区以及西北区主要为学生宿舍楼群，中区和南区为教学区。

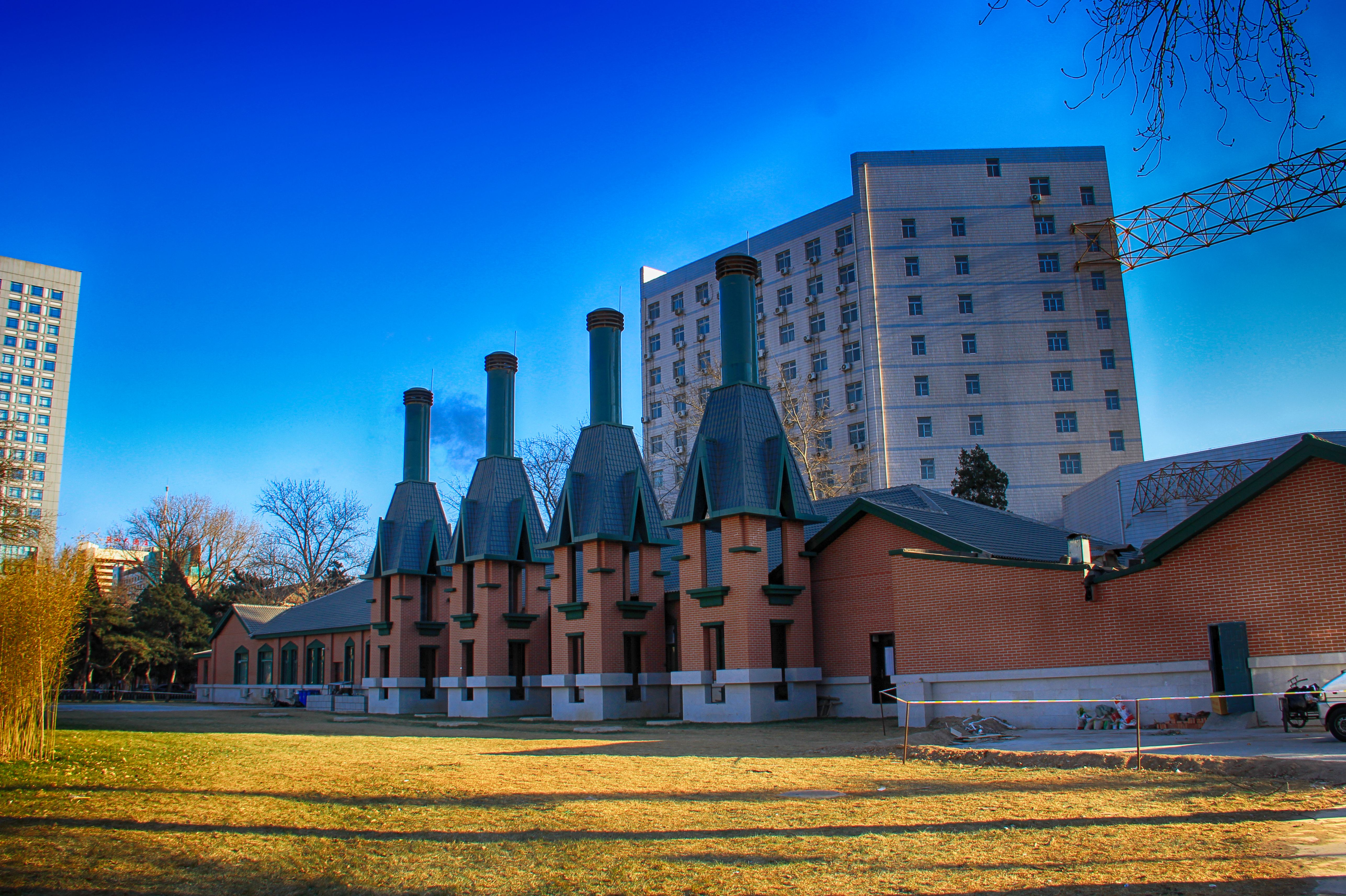
咖啡厅上的烟囱

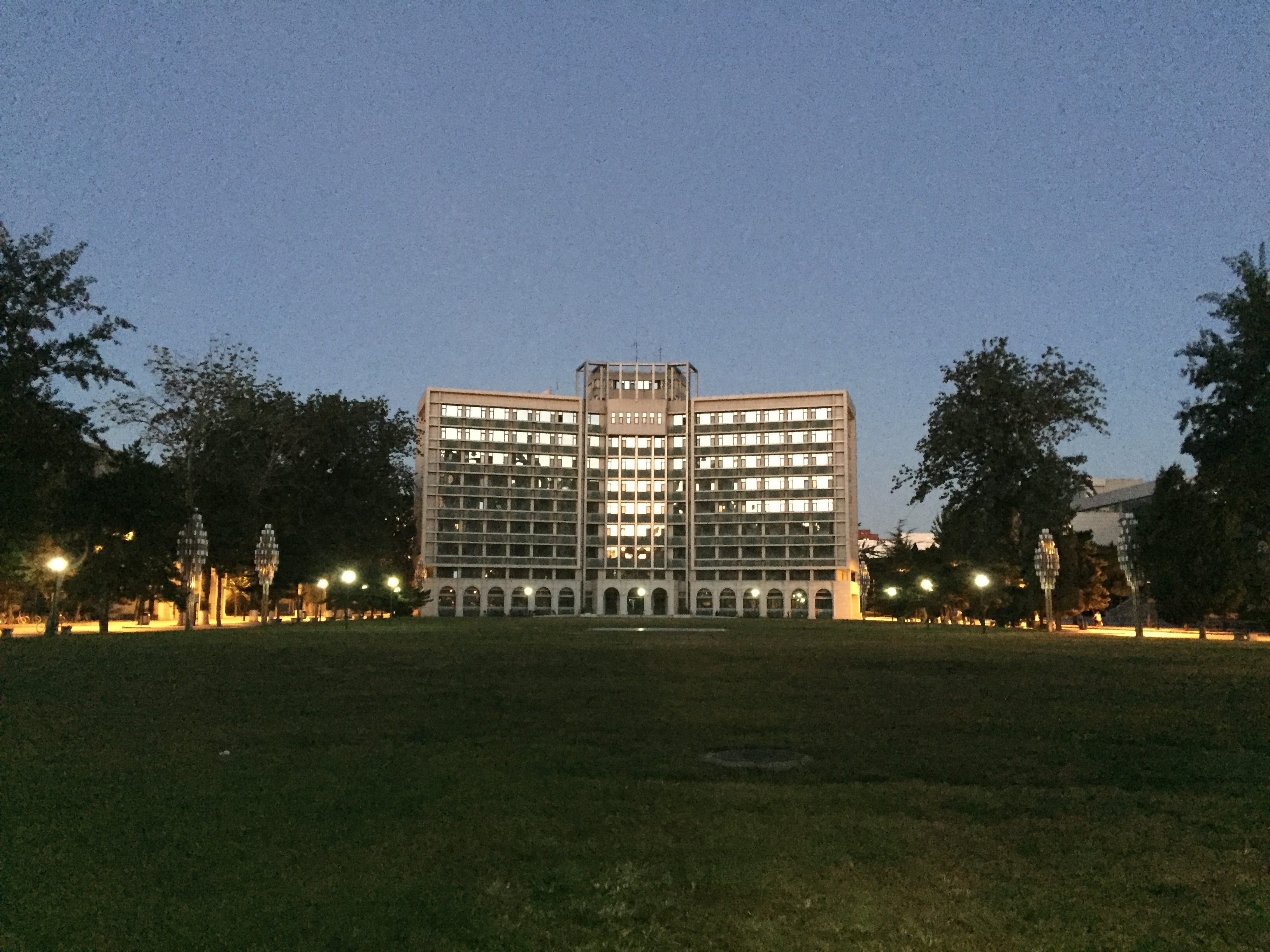
晨光中的人文楼

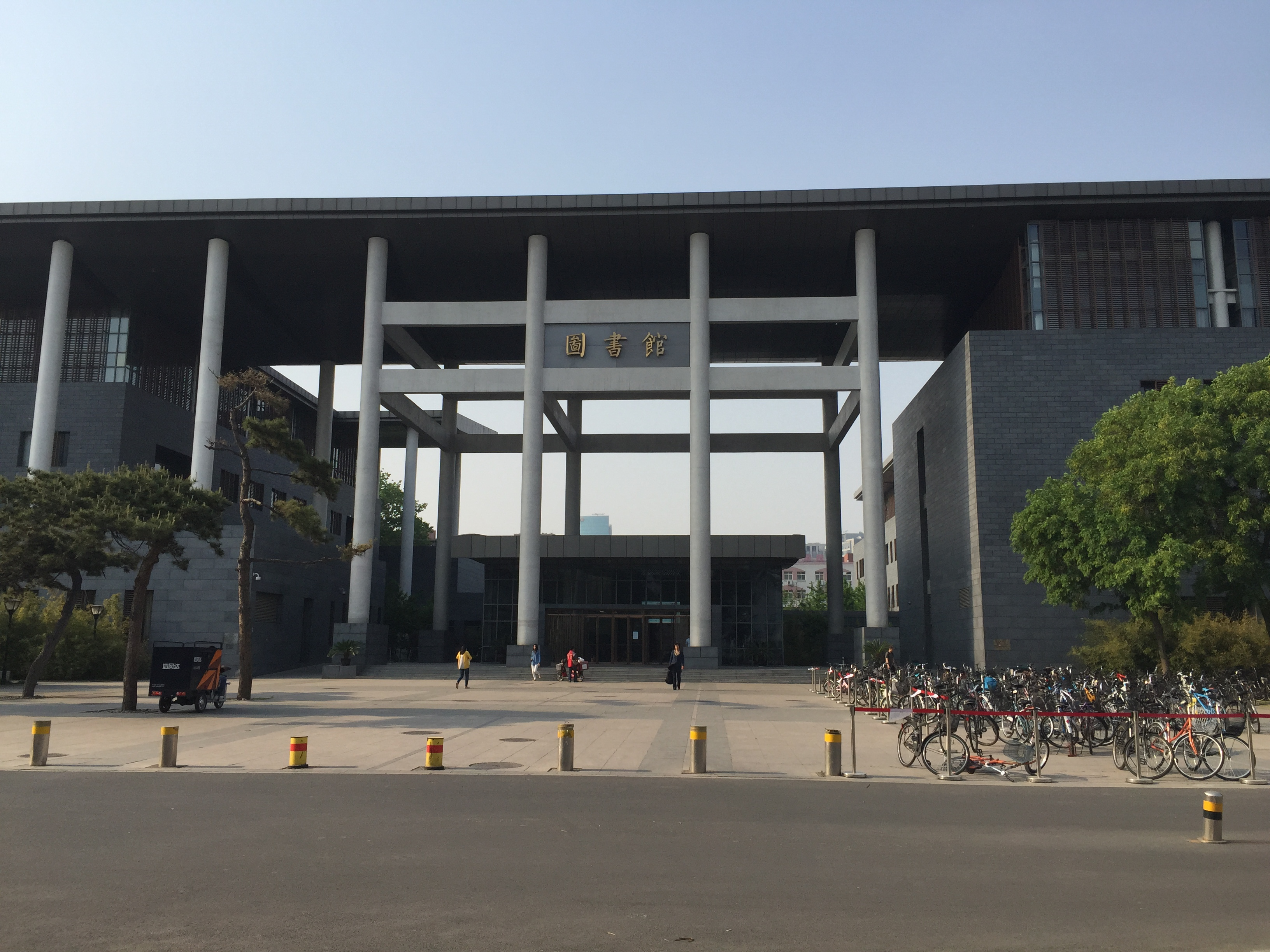
中国人民大学图书馆

#### 教学楼

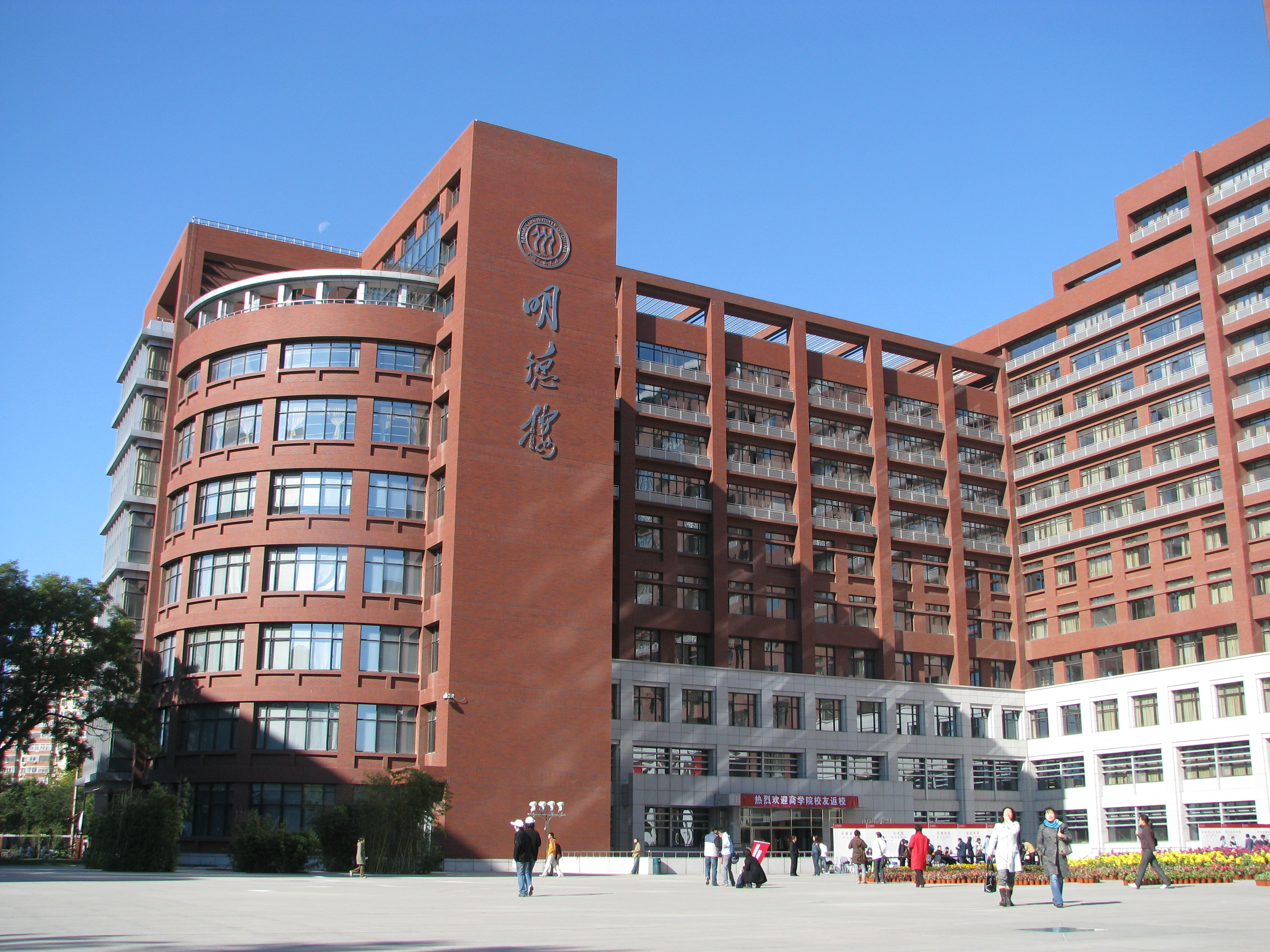
明德楼

中国人民大学教学楼多为1980年代或更早时期的仿苏建筑，以灰色调为主，最具代表性的是求是楼。1990年代后期至今修建的公共教学一楼和学院楼群为红色（“人大红”）调的现代化建筑。
- 求是楼
- 科研楼
- 公共教学一楼
- 公共教学二楼
- 公共教学三楼
- 公共教学四楼
- 人文楼
- 理工楼
- 贤进楼
- 理工配楼
- 信息楼
- 明德主楼
- 明德商学楼
- 明德法学楼
- 明德新闻楼
- 明德国际楼
- 如论讲堂
- 游泳馆
- 世纪馆
- 学知楼
- 立德楼

### 通州校区
通州校区（在建）：北京市通州区运河东大街（临近北京地铁6号线潞城站）。中国人民大学通州新校区项目是京津冀协同发展、北京城市副中心建设的重大项目。总用地规模110公顷，建筑规模105万平方米，学生规模达21800人。

### 苏州校区
中国人民大学苏州校区（又稱為人大苏州校区）：江苏省苏州市苏州工业园区仁爱路158号